# Plougasnou
Plougasnou (bretonisch Plouganoù) ist eine französische Gemeinde im Norden der Bretagne im Département Finistère mit 3035 Einwohnern (Stand 1. Januar 2022).

## Lage
Der Ort befindet sich an der Atlantikküste am Ärmelkanal.
Morlaix liegt 13 Kilometer südlich, Brest 60 Kilometer südwestlich und Paris etwa 450 Kilometer östlich.
Nordöstlich des Ortes befindet sich das eisenzeitliche Souterrain  von Run Even.

## Verkehr
Bei Morlaix befindet sich die nächste Abfahrt an der Schnellstraße E 50 (Brest-Rennes) und ein Regionalbahnhof an der überwiegend parallel verlaufenden Bahnlinie.
Nahe den Großstädten Brest und Rennes befinden sich Regionalflughäfen.

## Bevölkerungsentwicklung
| Jahr                       | 1962 | 1968 | 1975 | 1982 | 1990 | 1999 | 2007 | 2017 |
| Einwohner                  | 3536 | 3422 | 3368 | 3432 | 3530 | 3393 | 3217 | 2776 |
| Quellen: Cassini und INSEE |      |      |      |      |      |      |      |      |

## Tourismus
Plougasnou ist ein touristisch gut erschlossener Bade- und Ferienort mit einigen prähistorischen Sehenswürdigkeiten wie zum Beispiel zwei Dolmen und einem Menhir.
Siehe auch: Liste der Monuments historiques in Plougasnou

## Persönlichkeiten
- Jean-Claude Wuillemin (1943–1993), Radrennfahrer